# Dives dives
Dives dives е вид птица от семейство Трупиалови. Видът е незастрашен от изчезване.

## Разпространение
Разпространен е в Белиз, Коста Рика, Салвадор, Гватемала, Хондурас, Мексико и Никарагуа.